# Kościół kapucynów w Škofjej Loce
Kościół kapucynów w Škofjej Loce – świątynia chrześcijańska znajdująca się w mieście Škofja Loka, w Słowenii, należąca do zakonu kapucynów.
Kościół został zbudowany w 1709. Co prawda powstał w epoce baroku, jednakże ze względu na przestrzeganie przez kapucynów zasad zakonu żebrzącego struktura architektoniczna tego kościoła jest skromna. Przy kościele znajdują się klasztor a także biblioteka, w której przechowywany jest drogocenny rękopis zakonnika Romualda Škofjeloški pasijon (Pasja Škofjej Loki). Dzieło to, pochodzące z 1721, jest najstarszym zachowanym tekstem dramatycznym napisanym w języku słoweńskim. Jako procesja pasyjna było wystawiane na ulicach miasta. Od 1999, po ponad 200 latach przerwy, ten historyczno-teatralny spektakl jest wystawiany ponownie.